# Rondeña de Castilblanco
La Rondeña de Castilblanco es una canción tradicional con origen en Castilblanco que forma parte del repertorio fundamental del folklore musical de la comunidad autónoma de Extremadura (España).

## Características musicales
Se trata de un caso extraño de rondeña, pues este género musical es muy popular en el norte de Extremadura, especialmente en la comarca de la Vera, pero es escaso en la provincia de Badajoz. La Rondeña de Castilblanco tiene un ritmo más pausado que las de la Vera, se asemeja a una jota lenta, con paso de punteo (punta y tacón).

## Difusión
La canción es muy popular en Extremadura y forma parte del repertorio básico que suele interpretarse en fiestas populares como la romería de Bótoa en Badajoz y en festivales de música folklórica como el Festival Internacional de la Sierra, el Festival Internacional de Folklore de Argamasilla de Calatrava, y el Festival Internacional Rebulir. Una interpretación de la Rondeña de Castilblanco sirvió como vídeo promocional del XXXV Festival Folklórico Internacional de Extremadura.